# Andrej Jussow
Andrej Jussow (* 1982 in Kiew, Ukrainische Sozialistische Sowjetrepublik) ist ein ukrainischer Pianist und Musikhochschuldozent.

## Werdegang
Jussow  studierte bei  Sontraud Speidel sowie Kammermusik bei Michael Uhde und Markus Stange an der Hochschule für Musik Karlsruhe. Zu seinen weiteren Lehrern zählen Jewgeni Koroljow und Jewgeni Malinin.  Impulse erhielt er von Martha Argerich, Lilya Zilberstein, Menahem Pressler, Lazar Berman, Halina Czerny-Stefanska, Karl-Heinz Kämmerling und Rudolf Kehrer.
Jussow konzertierte als Solist mit verschiedenen Orchestern unter der Leitung von Mirosław Jacek Błaszczyk, József Horváth, Stefanos Tsialis, Bernhard Epstein, Vladimir Kozhuhar, Alejo Pérez, Sebastian Tewinkel, Gabriel Feltz, Patrick Strub, James Tuggle, Aleksandr Vakoulsky und Jörg-Peter Weigle. Er ist Gast-Solopianist am Württembergischen Staatstheater Stuttgart. Im Herbst 2011 trat er mehrmals mit dem Staatsorchester Stuttgart auf. Seine Konzerttätigkeit führte den Pianisten durch Deutschland, Frankreich, Holland, Israel, Italien, England, Österreich, Polen, Rumänien in die Vereinigten Staaten von Amerika und Russland. Außerdem trat Jussow beim Klavierfestival Ruhr, LSO St. Lukes Concerts, dem Richard Strauss-Festival Garmisch-Partenkirchen, dem internationalen Steinway-Festival in Hamburg, den Hamburg-Proms Konzerten, den Ludwigsburger Schlossfestspielen und auch beim Kreml Festival in Moskau auf. Er war auch mehrfach mit dem 1. Klavierkonzert in fis-Moll von Sergei Rachmaninoff in der Originalversion von 1891 u. a. mit dem Orchestre National de Montpellier und mit den Stuttgarter Philharmonikern zu hören.
Kammermusikpartner sind sein Bruder Alex Jussow sowie Roman Simovic, Albrecht Laurent Breuninger, Benedict Klöckner, Aida-Carmen Soanea, Romain Garioud, das delian::quartett und das Rastrelli Celloquartett.
Wegen einer Handanomalie (Sehnenüberkreuzung) musste er eine längere Pause auf den Konzertbühnen hinterlegen und sich mehreren operativen Eingriffen an seinen beiden Händen unterziehen.
Andrej Jussow ist Dozent für Klavier und Klavierkammermusik an der Hochschule für Musik Karlsruhe und beteiligte sich an der Gründung der  Internationalen Gesellschaft für Kunstprojekte klassischer Musik e. V.

## Veröffentlichungen
Jussow hat 5 CDs veröffentlicht, darunter sämtliche Klavierkonzerte Ludwig van Beethovens und Sergei Rachmaninoffs, unter anderem für das Berliner Label CONCENTUS RECORDS.

## Auszeichnungen und Ehrungen
- 1995 Steinway-Wettbewerb (Hamburg)
- 1997 Forum International de Musique (Paris)
- 1997 Concours de Piano (Andorra)
- 1998 Josef-Dichler-Wettbewerb (Wien)
- 1999 Bundeswettbewerb Jugend musiziert (Köln)
- 2004 Kulturfonds Baden
- 2006 Heinrich-Vetter-Preis 2006

Weitere Auszeichnungen erhielt er beim:
- 1998 Robert-Schumann-Wettbewerb für junge Pianisten’ in Zwickau
- 1998 9. Concorso pianistico internazionale per giovani pianisti in Rom
- 1999 6. Europäischen Frédéric-Chopin-Klavierwettbewerb in Darmstadt

- 2008 erhielt Andrej Jussow von der Stadt Karlsruhe in Anerkennung seiner künstlerischen Leistungen das Karlsruher Kulturstipendium sowie das Stipendium der L-Bank Musikstiftung.
- 2009 konnte er den Europäischen Förderpreis für junge Künstler in Empfang nehmen und erhielt die Auszeichnung des Kulturfonds Baden.